# Warehouse: Songs and Stories
Albums de Hüsker Dü
Candy Apple Grey
(1986) The Living End
(1994)
Warehouse: Songs And Stories est un album de Hüsker Dü , sorti en 1987.

## L'album
Dernier album studio avant la séparation du groupe, il est suivi d'un album live, The Living End, sorti en 1994. Bob Mould forme ensuite le groupe Sugar. L'album est classé à la 117e place du Billboard 200 et atteint la 72e place des charts britanniques. Il fait partie des 1001 albums qu'il faut avoir écoutés dans sa vie. 

### Titres
1. These Important Years (Mould) (3:49)
2. Charity, Chastity, Prudence, and Hope (Hart) (3:11)
3. Standing in the Rain (Mould) (3:41)
4. Back from Somewhere (Hart) (2:16)
5. Ice Cold Ice (Mould) (4:23)
6. You're a Soldier (Hart) (3:03)
7. Could You Be the One?(Mould) (2:32)
8. Too Much Spice (Hart) (2:57)
9. Friend, You've Got to Fall (Mould) (3:20)
10. Visionary (Mould) (2:30)
11. She Floated Away (Hart) (3:32)
12. Bed of Nails (Mould) (4:44)
13. Tell You Why Tomorrow (Hart) (2:42)
14. It's Not Peculiar (Mould) (4:06)
15. Actual Condition (Hart) (1:50)
16. No Reservations (Mould) (3:40)
17. Turn It Around (Mould) (4:32)
18. She's a Woman (And Now He Is a Man) (Hart) (3:19)
19. Up in the Air (Mould) (3:03)
20. You Can Live at Home (Hart) (5:25)

### Musiciens
- Bob Mould : guitare, basse, voix
- Grant Hart : batterie, basse, voix
- Greg Norton : basse, voix